# 지뢰

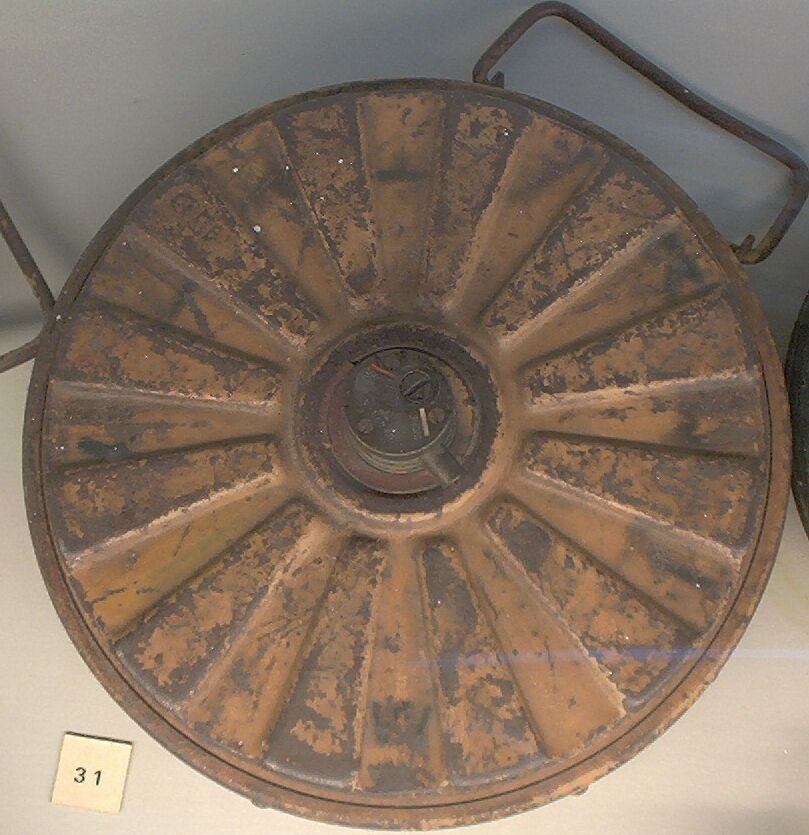
제2차 세계 대전에서 쓰인 독일의 대전차 지뢰 35 (T.Mi.35)

지뢰(地雷, 영어: land mine)는 땅에 매설하여 외부의 압력을 받으면 뇌관을 작동하여 폭발시키는 무기다.
화약 발명에 이어 화약을 무기로 만든것인데 중국 15세기때 명나라가 썼다. 유럽에서는 지금 방어무기로 활용하고 있다. 제1차 세계 대전에 보편화되었고 제2차 세계 대전에 대전차무기로 활용도가 높아졌다. 대한민국은 2000년 이후로는 더 이상 지뢰를 생산하지 않고 있다.

## 역사
지뢰의 역사는 세 가지 주요 단계로 나눌 수 있다. 고대 세계에서 땅에 묻힌 스파이크는 현대 지뢰와 동일한 기능을 많이 제공했다. 화약을 폭발물로 사용하는 지뢰는 명나라부터 미국 남북전쟁까지 사용되었다. 그 후, 지뢰에 사용하기 위한 고폭탄이 개발되었다.

## 분류
- 사용 목적: 대인용, 대전차용. 대인용은 다시 완전한 살상용과 소위 발목지뢰라 하여 신체의 일부분(주로 발목)을 공격 대상으로 삼는 지뢰가 있다.
- 폭발 방법: 촉발식, 전기식, 화학반응식
- 형태: 원반형, 사각통형, 원통형, 상자형 등
- 도약식 지뢰: 압력을 받은 지뢰가 공중으로 뛰어올라 파편을 위에서 아래로 펼침으로서 살상력을 강화한 것이다. 주로 대인지뢰에 많다.

## 매설 방식
예전에 지뢰를 매설할 때에는 일일이 사람이 파묻었다. 주로 전투공병이 이런 임무를 수행했지만, 일반 보병부대도 약간의 교육과 훈련을 거쳐 지뢰 매설에 동원되는 일이 흔했다.
오늘날에는 인력보다 장비에 의존하는 경우가 많은데, 특히 볼케이노와 같이 트럭이나 장갑차에 필요할 때 탑재하여 사용할 수 있는 장비를 이용한 살포법, 헬리콥터에서 지뢰 살포기를 이용한 살포법, 대구경 화포를 이용한 살포법이 보편화되고 있다. 물론 여전히 사람에 의한 지뢰 매설이 완전히 사라진 것은 아니다.

## 대인 지뢰 반대 운동
지뢰는 땅에 파묻힌 채로 눈에 잘 띄지 않아 쉽게 발견하기 힘들기 때문에 지뢰가 폭발하여 피해를 입게 된 뒤에야 발견되는 경우가 많다. 지뢰 발견과 처리에 지뢰 탐지기를 비롯하여 다양한 방법이 동원되어도 전쟁 동안에 파묻힌 지뢰는 계속 문제를 일으키고 있는 중이다.
1996년 유엔과 국제 적십자 위원회는 전 세계 60여 개 국가에 약 1억 1천만 개의 지뢰가 있다고 발표한 바 있다. 지뢰는 적군을 저지하기 위한 용도로 개발되었으나, 지뢰를 밟는 사람 또는 차량이 적군인지, 아군인지 아니면 민간인인지, 군인인지를 알아낼 수 없기 때문에 비인도적 무기로 분류되어 지뢰는 사용하지 말자는 대인지뢰 반대 운동이 확산되었고 마침내 제네바에서 비인도적 무기금지 및 제한조약 회의를 하여 23개의 나라에 지뢰를 사용하지 말자는 결의를 하게 된다. 그러나 아직까지 많은 수의 지뢰가 쓰이고 있으며 한반도에서도 여전히 군사분계선을 중심으로 양측이 모두 엄청난 수의 지뢰를 파묻고 있는 것으로 알려져 있다.
최근에 생산되는 지뢰는 민간인 피해를 막기 위해 일정한 기간이 지나면 자동으로 폐기되는 수준에 이를 정도로 기술이 발전했으나, 제3세계 국가에서 그런 종류의 지뢰는 비용 문제가 있으며, 기존에 묻힌 지뢰는 별개의 문제가 되고 있다. 현재 각국은 옛날 전쟁 중에 교전 당사자들이 매설한 지뢰로 골머리를 앓고 있으며, 지뢰를 제거하는 다양한 장비가 있음에도 불구하고 지금도 곳곳에서 군인과 민간인에게 피해를 주고 있다.

## 제조 지역
국제지뢰금지운동(ICBL) 은 2004년 8월에 지뢰를 제조하는 국가들을 다음과 같이 정의하였다.
- 버마
- 중화인민공화국
- 쿠바
- 인도
- 이란
- 이라크 (2003년 침공 이후 생산이 중단된 것으로 보고는 있음)
- 네팔
- 조선민주주의인민공화국
- 파키스탄
- 러시아 연방
- 싱가포르
- 베트남

최근까지 지뢰를 제조하였을 것으로 간주되는 다른 나라는 다음과 같다:
- 이집트는 비공식적으로 1988년에 생산을 중단하였다고 언급하였다.
- 2003년 9월에 중국의 한 관리에 따르면 쌓인 재고가 많아서 생산을 중단하였다고 언급하였다.
- 2004년 3월에 리비아 관리에 따르면 대인 사살용 지뢰를 생산한 적이 전혀 없다고 언급하였으나 1970년대와 1980년대에 지뢰를 비축해 놓은 것으로 알려져 있다.
- 유엔은 페루에 대해 지뢰 생산이 1999년 1월에 중단되었다고 언급하였다. 페루는 1999년 서명과 협약에 참가한 국가 가운데 하나였다.
- 덴마크는 공식적으로 1995년에 지뢰를 생산하는 공장이 여섯 군데 있다고 선언하였다. 그러나 오타와 협약에 참가한 뒤로 중단하였다.
- 미국은 1997년에 지뢰 제조를 중단하였으나 가장 많은 재고량을 가진 나라들 가운데 하나이다.

## 같이 보기
- 기뢰
- 어뢰
- 오타와 협약
- 지뢰 금지 국제 운동
- 지뢰탐지기
- 목함지뢰
- 지뢰 인식과 지뢰 제거 활동 국제 지원의 날
- 마름쇠
- M18A1 클레이모어
- 폭탄 처리